# Elitserien i baseboll 1973
Elitserien i baseboll 1973 var den för 1973 års säsong högsta serien i baseboll i Sverige. Serien korade ingen officiell svensk mästare, segraren blev dock riksmästare. Totalt deltog 7 lag i serien, där alla lag spelade mot varandra två gånger vilket gav totalt tolv omgångar. Efter detta gick de tre främsta vidare till RM-serien och de fyra sämsta till nedflyttningsserien. Vinnaren av RM-serien blev riksmästare och förloraren av nedflyttningsserien skulle få spela ett nedflyttningsplayoff. Denna säsong spelades dock inget sådant playoff och inget lag flyttades ner (trots namnet).

## Grundserien
| Nr | Lag             | Matcher | Vunna | Förlorade | Vinstprocent |
| -- | --------------- | ------- | ----- | --------- | ------------ |
| 1  | Leksand         | 12      | 10    | 2         | 0.833        |
| 2  | Bagarmossen     | 12      | 9     | 3         | 0.750        |
| 3  | Obnok           | 12      | 9     | 3         | 0.750        |
| 4  | Ljusdal Strikes | 12      | 6     | 6         | 0.500        |
| 5  | Broncos         | 12      | 6     | 6         | 0.500        |
| 6  | Skarpnäck       | 12      | 2     | 10        | 0.167        |
| 7  | Sundbyberg      | 12      | 0     | 12        | 0.000        |

## RM-serien
| Nr | Lag         | Matcher | Vunna | Förlorade | Vinstprocent |
| -- | ----------- | ------- | ----- | --------- | ------------ |
| 1  | Bagarmossen | 4       | 4     | 0         | 1.000        |
| 2  | Leksand     | 4       | 2     | 2         | 0.500        |
| 3  | Obnok       | 4       | 0     | 4         | 0.000        |

## Nedflyttningsserien
| Nr | Lag             | Matcher | Vunna | Förlorade | Vinstprocent |
| -- | --------------- | ------- | ----- | --------- | ------------ |
| 1  | Ljusdal Strikes | 3       | 3     | 0         | 1.000        |
| 2  | Broncos         | 3       | 2     | 1         | 0.667        |
| 3  | Skarpnäck       | 3       | 1     | 2         | 0.333        |
| 3  | Sundbyberg      | 3       | 0     | 3         | 0.000        |

### Webbkällor
- Svenska Baseboll- och Softbollförbundet, Elitserien 1963-